# 16e étape du Tour de France 2018
Pour un article plus général, voir Tour de France 2018.
La 16e étape du Tour de France 2018 se déroule le mardi 24 juillet 2018 de Carcassonne à Bagnères-de-Luchon, sur une distance de 218 kilomètres.

## Parcours
Disputée au lendemain de la deuxième journée de repos, cette étape part de Carcassonne, dans l'Aude, et arrive à Bagnères-de-Luchon, en Haute-Garonne. Ses 218 km en font la deuxième étape la plus longue de ce Tour de France. Première des trois étapes pyrénéennes, son parcours comprend cinq difficultés dont deux de première catégorie, et peut convenir aux grimpeurs et aux baroudeurs.
Après le départ donné à Carcassonne, la course se dirige vers l'ouest, via Montréal et Fanjeaux, où se trouve la première côte du jour, au 25e km (4e catégorie, 2,4 km à 4,9%). Elle entre ensuite dans l'Ariège et passe par Pamiers, où se trouve la deuxième côte, également en quatrième catégorie (2,3 km à 5,8%). Au 124e km, le peloton passe à Saint-Girons où est placé le sprint intermédiaire du jour, puis suit les vallées du Lez et de la Bouigane pour entrer en Haute-Garonne et aborder le triptyque de fin d'étape : le col de Portet-d'Aspet (2e catégorie, 5,4 km à 7,1%), le col de Menté (1re catégorie, 6,9 km à 8,1%) et col du Portillon (1re catégorie, 8,3 km à 7,1%). Après le col de Menté, la course se dirige vers le sud et fait une incursion d'une vingtaine de kilomètres en Espagne (Val d'Aran) pour trouver la route du col du Portillon. La « descente technique et longue » de dix kilomètres qui suit ce col se termine à Bagnères-de-Luchon, ville d'arrivée,.

## Déroulement de la course
Une grosse échappée s'extirpe rapidement du peloton avec notamment le maillot à pois Julian Alaphilippe, son rival Warren Barguil et le maillot blanc Pierre Latour. Cette étape est stoppée quelques instants à la suite d'une manifestation d'agriculteurs. Les membres de l'échappée prennent plus de 10 minutes d'avance et se dirigent vers une victoire. 
Philippe Gilbert passe en tête le col de Portet-d'Aspet mais chute dans la descente par-dessus le parapet, non loin de l'endroit où Fabio Casartelli avait trouvé la mort. Dans le col du Portillon, l'échappée explose et Adam Yates s'envole dans les premiers kilomètres et prend 40 secondes d'avance sur ses poursuivants. Alaphilippe accélère dans le dernier kilomètre et bascule à 20 secondes du britannique. Alors qu'il courait vers la victoire, Yates chute et voit Alaphilippe le passer. Le coureur français décroche une deuxième victoire dans ce tour de France et consolide son maillot à pois. Aucune attaque n'est à déclarer chez les favoris, sans doute tournés vers l'étape décisive du lendemain.

## Résultats

### Classement de l'étape
| Classement de la 16e étape | Classement de la 16e étape | Classement de la 16e étape | Classement de la 16e étape | Classement de la 16e étape |
|                            | Coureur                    | Pays                       | Équipe                     | Temps                      |
| -------------------------- | -------------------------- | -------------------------- | -------------------------- | -------------------------- |
| 1er                        | Julian Alaphilippe         | France                     | Quick-Step Floors          | en 5 h 13 min 22 s         |
| 2e                         | Gorka Izagirre             | Espagne                    | Bahrain-Merida             | + 15 s                     |
| 3e                         | Adam Yates                 | Royaume-Uni                | Mitchelton-Scott           | + 15 s                     |
| 4e                         | Bauke Mollema              | Pays-Bas                   | Trek-Segafredo             | + 15 s                     |
| 5e                         | Domenico Pozzovivo         | Italie                     | Bahrain-Merida             | + 18 s                     |
| 6e                         | Robert Gesink              | Pays-Bas                   | Lotto NL-Jumbo             | + 37 s                     |
| 7e                         | Michael Valgren            | Danemark                   | Astana                     | + 56 s                     |
| 8e                         | Gregor Mühlberger          | Autriche                   | Bora-Hansgrohe             | + 56 s                     |
| 9e                         | Marc Soler                 | Espagne                    | Movistar                   | + 1 min 10 s               |
| 10e                        | Pierre Latour              | France                     | AG2R La Mondiale           | + 1 min 18 s               |
| modifier                   |                            |                            |                            |                            |

### Points attribués
| Sprint intermédiaire Saint-Girons (km 124) | Sprint intermédiaire Saint-Girons (km 124) | Sprint intermédiaire Saint-Girons (km 124) | Sprint intermédiaire Saint-Girons (km 124) | Sprint intermédiaire Saint-Girons (km 124) |
| ------------------------------------------ | ------------------------------------------ | ------------------------------------------ | ------------------------------------------ | ------------------------------------------ |
|                                            | Coureur                                    | Pays                                       | Équipe                                     | Point(s)                                   |
| 1er                                        | Christophe Laporte                         | France                                     | Cofidis                                    | 20                                         |
| 2e                                         | Edvald Boasson Hagen                       | Norvège                                    | Dimension Data                             | 17                                         |
| 3e                                         | Greg Van Avermaet                          | Belgique                                   | BMC Racing                                 | 15                                         |
| 4e                                         | Laurent Pichon                             | France                                     | Fortuneo-Samsic                            | 13                                         |
| 5e                                         | Thomas Boudat                              | France                                     | Direct Énergie                             | 11                                         |
| 6e                                         | Nils Politt                                | Allemagne                                  | Katusha-Alpecin                            | 10                                         |
| 7e                                         | Koen De Kort                               | Pays-Bas                                   | Trek-Segafredo                             | 9                                          |
| 8e                                         | Mathew Hayman                              | Australie                                  | Mitchelton-Scott                           | 8                                          |
| 9e                                         | Philippe Gilbert                           | Belgique                                   | Quick-Step Floors                          | 7                                          |
| 10e                                        | Silvan Dillier                             | Suisse                                     | AG2R La Mondiale                           | 6                                          |
| 11e                                        | Tejay Van Garderen                         | États-Unis                                 | BMC Racing                                 | 5                                          |
| 12e                                        | Nicolas Edet                               | France                                     | Cofidis                                    | 4                                          |
| 13e                                        | Simon Geschke                              | Allemagne                                  | Sunweb                                     | 3                                          |
| 14e                                        | Marcus Burghardt                           | Allemagne                                  | Bora-Hansgrohe                             | 2                                          |
| 15e                                        | Damiano Caruso                             | Italie                                     | BMC Racing                                 | 1                                          |
| modifier                                   |                                            |                                            |                                            |                                            |

| Arrivée d'étape Bagnères-de-Luchon (km 218) | Arrivée d'étape Bagnères-de-Luchon (km 218) | Arrivée d'étape Bagnères-de-Luchon (km 218) | Arrivée d'étape Bagnères-de-Luchon (km 218) | Arrivée d'étape Bagnères-de-Luchon (km 218) |
| ------------------------------------------- | ------------------------------------------- | ------------------------------------------- | ------------------------------------------- | ------------------------------------------- |
|                                             | Coureur                                     | Pays                                        | Équipe                                      | Point(s)                                    |
| 1er                                         | Julian Alaphilippe                          | France                                      | Quick-Step Floors                           | 20                                          |
| 2e                                          | Gorka Izagirre                              | Espagne                                     | Bahrain-Merida                              | 17                                          |
| 3e                                          | Adam Yates                                  | Royaume-Uni                                 | Mitchelton-Scott                            | 15                                          |
| 4e                                          | Bauke Mollema                               | Pays-Bas                                    | Trek-Segafredo                              | 13                                          |
| 5e                                          | Domenico Pozzovivo                          | Italie                                      | Bahrain-Merida                              | 11                                          |
| 6e                                          | Robert Gesink                               | Pays-Bas                                    | Lotto NL-Jumbo                              | 10                                          |
| 7e                                          | Michael Valgren                             | Danemark                                    | Astana                                      | 9                                           |
| 8e                                          | Gregor Mühlberger                           | Autriche                                    | Bora-Hansgrohe                              | 8                                           |
| 9e                                          | Marc Soler                                  | Espagne                                     | Movistar                                    | 7                                           |
| 10e                                         | Pierre Latour                               | France                                      | AG2R La Mondiale                            | 6                                           |
| 11e                                         | Damiano Caruso                              | Italie                                      | BMC Racing                                  | 5                                           |
| 12e                                         | Guillaume Martin                            | France                                      | Wanty-Groupe Gobert                         | 4                                           |
| 13e                                         | Jelle Vanendert                             | Belgique                                    | Lotto-Soudal                                | 3                                           |
| 14e                                         | Rudy Molard                                 | France                                      | Groupama-FDJ                                | 2                                           |
| 15e                                         | Andrey Amador                               | Costa Rica                                  | Movistar                                    | 1                                           |
| modifier                                    |                                             |                                             |                                             |                                             |

|   | Coureur            | Pays        | Équipe            | Bonifications |
| - | ------------------ | ----------- | ----------------- | ------------- |
| 1 | Julian Alaphilippe | France      | Quick-Step Floors | 10 s          |
| 2 | Gorka Izagirre     | Espagne     | Bahrain-Merida    | 6 s           |
| 3 | Adam Yates         | Royaume-Uni | Mitchelton-Scott  | 4 s           |

### Cols et côtes
| Côte de Fanjeaux (km 25) 4e catégorie (2,4 km à 4,9%) | Côte de Fanjeaux (km 25) 4e catégorie (2,4 km à 4,9%) | Côte de Fanjeaux (km 25) 4e catégorie (2,4 km à 4,9%) | Côte de Fanjeaux (km 25) 4e catégorie (2,4 km à 4,9%) | Côte de Fanjeaux (km 25) 4e catégorie (2,4 km à 4,9%) |
| ----------------------------------------------------- | ----------------------------------------------------- | ----------------------------------------------------- | ----------------------------------------------------- | ----------------------------------------------------- |
|                                                       | Coureur                                               | Pays                                                  | Équipe                                                | Point(s)                                              |
| 1er                                                   | Warren Barguil                                        | France                                                | Fortuneo-Samsic                                       | 1                                                     |
| modifier                                              |                                                       |                                                       |                                                       |                                                       |

| Côte de Pamiers (km 72) 4e catégorie (2,3 km à 5,8%) | Côte de Pamiers (km 72) 4e catégorie (2,3 km à 5,8%) | Côte de Pamiers (km 72) 4e catégorie (2,3 km à 5,8%) | Côte de Pamiers (km 72) 4e catégorie (2,3 km à 5,8%) | Côte de Pamiers (km 72) 4e catégorie (2,3 km à 5,8%) |
| ---------------------------------------------------- | ---------------------------------------------------- | ---------------------------------------------------- | ---------------------------------------------------- | ---------------------------------------------------- |
|                                                      | Coureur                                              | Pays                                                 | Équipe                                               | Point(s)                                             |
| 1er                                                  | Julian Alaphilippe                                   | France                                               | Quick-Step Floors                                    | 1                                                    |
| modifier                                             |                                                      |                                                      |                                                      |                                                      |

| Col de Portet d'Aspet (km 155,5) 2e catégorie (5,4 km à 7,1%) | Col de Portet d'Aspet (km 155,5) 2e catégorie (5,4 km à 7,1%) | Col de Portet d'Aspet (km 155,5) 2e catégorie (5,4 km à 7,1%) | Col de Portet d'Aspet (km 155,5) 2e catégorie (5,4 km à 7,1%) | Col de Portet d'Aspet (km 155,5) 2e catégorie (5,4 km à 7,1%) |
| ------------------------------------------------------------- | ------------------------------------------------------------- | ------------------------------------------------------------- | ------------------------------------------------------------- | ------------------------------------------------------------- |
|                                                               | Coureur                                                       | Pays                                                          | Équipe                                                        | Point(s)                                                      |
| 1er                                                           | Philippe Gilbert                                              | Belgique                                                      | Quick-Step Floors                                             | 5                                                             |
| 2e                                                            | Julian Alaphilippe                                            | France                                                        | Quick-Step Floors                                             | 3                                                             |
| 3e                                                            | Warren Barguil                                                | France                                                        | Fortuneo-Samsic                                               | 2                                                             |
| 4e                                                            | Bauke Mollema                                                 | Pays-Bas                                                      | Trek-Segafredo                                                | 1                                                             |
| modifier                                                      |                                                               |                                                               |                                                               |                                                               |

| Col de Menté (km 171) 1re catégorie (6,9 km à 8,1%) | Col de Menté (km 171) 1re catégorie (6,9 km à 8,1%) | Col de Menté (km 171) 1re catégorie (6,9 km à 8,1%) | Col de Menté (km 171) 1re catégorie (6,9 km à 8,1%) | Col de Menté (km 171) 1re catégorie (6,9 km à 8,1%) |
| --------------------------------------------------- | --------------------------------------------------- | --------------------------------------------------- | --------------------------------------------------- | --------------------------------------------------- |
|                                                     | Coureur                                             | Pays                                                | Équipe                                              | Point(s)                                            |
| 1er                                                 | Julian Alaphilippe                                  | France                                              | Quick-Step Floors                                   | 10                                                  |
| 2e                                                  | Bauke Mollema                                       | Pays-Bas                                            | Trek-Segafredo                                      | 8                                                   |
| 3e                                                  | Damiano Caruso                                      | Italie                                              | BMC Racing                                          | 6                                                   |
| 4e                                                  | Domenico Pozzovivo                                  | Italie                                              | Bahrain-Merida                                      | 4                                                   |
| 5e                                                  | Robert Gesink                                       | Pays-Bas                                            | Lotto NL-Jumbo                                      | 2                                                   |
| 6e                                                  | Pierre Latour                                       | France                                              | AG2R La Mondiale                                    | 1                                                   |
| modifier                                            |                                                     |                                                     |                                                     |                                                     |

| \| Col du Portillon (km 208) 1re catégorie (8,3 km à 7,1%) \| Col du Portillon (km 208) 1re catégorie (8,3 km à 7,1%) \| Col du Portillon (km 208) 1re catégorie (8,3 km à 7,1%) \| Col du Portillon (km 208) 1re catégorie (8,3 km à 7,1%) \| Col du Portillon (km 208) 1re catégorie (8,3 km à 7,1%) \| \| ------------------------------------------------------- \| ------------------------------------------------------- \| ------------------------------------------------------- \| ------------------------------------------------------- \| ------------------------------------------------------- \| \| \| Coureur \| Pays \| Équipe \| Point(s) \| \| 1er \| Adam Yates \| Royaume-Uni \| Mitchelton-Scott \| 20 \| \| 2e \| Julian Alaphilippe \| France \| Quick-Step Floors \| 16 \| \| 3e \| Bauke Mollema \| Pays-Bas \| Trek-Segafredo \| 12 \| \| 4e \| Domenico Pozzovivo \| Italie \| Bahrain-Merida \| 8 \| \| 5e \| Gorka Izagirre \| Espagne \| Bahrain-Merida \| 4 \| \| 6e \| Robert Gesink \| Pays-Bas \| Lotto NL-Jumbo \| 2 \| \| modifier \| \| \| \| \| |                    |             |                   |          |
| Col du Portillon (km 208) 1re catégorie (8,3 km à 7,1%) |                    |             |                   |          |
| | Coureur            | Pays        | Équipe            | Point(s) |
| 1er | Adam Yates         | Royaume-Uni | Mitchelton-Scott  | 20       |
| 2e | Julian Alaphilippe | France      | Quick-Step Floors | 16       |
| 3e | Bauke Mollema      | Pays-Bas    | Trek-Segafredo    | 12       |
| 4e | Domenico Pozzovivo | Italie      | Bahrain-Merida    | 8        |
| 5e | Gorka Izagirre     | Espagne     | Bahrain-Merida    | 4        |
| 6e | Robert Gesink      | Pays-Bas    | Lotto NL-Jumbo    | 2        |
| modifier |                    |             |                   |          |

### Prix de la combativité
- Philippe Gilbert (Quick-Step Floors)

## Classements à l'issue de l'étape

### Classement général
| Classement général | Classement général | Classement général | Classement général | Classement général |
|                    | Coureur            | Pays               | Équipe             | Temps              |
| ------------------ | ------------------ | ------------------ | ------------------ | ------------------ |
| 1er                | Geraint Thomas     | Royaume-Uni        | Sky                | en 68 h 12 min 1 s |
| 2e                 | Christopher Froome | Royaume-Uni        | Sky                | + 1 min 39 s       |
| 3e                 | Tom Dumoulin       | Pays-Bas           | Sunweb             | + 1 min 50 s       |
| 4e                 | Primož Roglič      | Slovénie           | Lotto NL-Jumbo     | + 2 min 38 s       |
| 5e                 | Romain Bardet      | France             | AG2R La Mondiale   | + 3 min 21 s       |
| 6e                 | Mikel Landa        | Espagne            | Movistar           | + 3 min 42 s       |
| 7e                 | Steven Kruijswijk  | Pays-Bas           | Lotto NL-Jumbo     | + 3 min 57 s       |
| 8e                 | Nairo Quintana     | Colombie           | Movistar           | + 4 min 23 s       |
| 9e                 | Jakob Fuglsang     | Danemark           | Astana             | + 6 min 14 s       |
| 10e                | Daniel Martin      | Irlande            | UAE Emirates       | + 6 min 54 s       |
| modifier           |                    |                    |                    |                    |

### Classement par points
| Classement par points | Classement par points | Classement par points | Classement par points | Classement par points |
| --------------------- | --------------------- | --------------------- | --------------------- | --------------------- |
|                       | Coureur               | Pays                  | Équipe                | Point(s)              |
| 1er                   | Peter Sagan           | Slovaquie             | Bora-Hansgrohe        | 452 points            |
| 2e                    | Alexander Kristoff    | Norvège               | UAE Emirates          | 170 pts               |
| 3e                    | Arnaud Démare         | France                | Groupama-FDJ          | 133 pts               |
| 4e                    | Greg Van Avermaet     | Belgique              | BMC Racing            | 130 pts               |
| 5e                    | John Degenkolb        | Allemagne             | Trek-Segafredo        | 128 pts               |
| 6e                    | Julian Alaphilippe    | France                | Quick-Step Floors     | 119 pts               |
| 7e                    | Andrea Pasqualon      | Italie                | Wanty-Groupe Gobert   | 100 pts               |
| 8e                    | Philippe Gilbert      | Belgique              | Quick-Step Floors     | 91 pts                |
| 9e                    | Sonny Colbrelli       | Italie                | Bahrain-Merida        | 76 pts                |
| 10e                   | Thomas De Gendt       | Belgique              | Lotto-Soudal          | 71 pts                |
| modifier              |                       |                       |                       |                       |

### Classement du meilleur jeune
| Classement général du meilleur jeune | Classement général du meilleur jeune | Classement général du meilleur jeune | Classement général du meilleur jeune | Classement général du meilleur jeune |
|                                      | Coureur                              | Pays                                 | Équipe                               | Temps                                |
| ------------------------------------ | ------------------------------------ | ------------------------------------ | ------------------------------------ | ------------------------------------ |
| 1er                                  | Pierre Latour                        | France                               | AG2R La Mondiale                     | en 68 h 21 min 55 s                  |
| 2e                                   | Guillaume Martin                     | France                               | Wanty-Groupe Gobert                  | + 2 min 29 s                         |
| 3e                                   | Egan Bernal                          | Colombie                             | Sky                                  | + 13 min 50 s                        |
| 4e                                   | Daniel Martínez                      | Colombie                             | EF Education First-Drapac            | + 44 min 32 s                        |
| 5e                                   | Søren Kragh Andersen                 | Danemark                             | Sunweb                               | + 1 h 0 min 17 s                     |
| 6e                                   | Antwan Tolhoek                       | Pays-Bas                             | Lotto NL-Jumbo                       | + 1 h 10 min 51 s                    |
| 7e                                   | Magnus Cort Nielsen                  | Danemark                             | Astana                               | + 1 h 21 min 6 s                     |
| 8e                                   | Marc Soler                           | Espagne                              | Movistar                             | + 1 h 23 min 24 s                    |
| 9e                                   | Gregor Mühlberger                    | Autriche                             | Bora-Hansgrohe                       | + 1 h 42 min 13 s                    |
| 10e                                  | Elie Gesbert                         | France                               | Fortuneo-Samsic                      | + 1 h 47 min 48 s                    |
| modifier                             |                                      |                                      |                                      |                                      |

### Classement du meilleur grimpeur
| Classement du meilleur grimpeur | Classement du meilleur grimpeur | Classement du meilleur grimpeur | Classement du meilleur grimpeur | Classement du meilleur grimpeur |
| ------------------------------- | ------------------------------- | ------------------------------- | ------------------------------- | ------------------------------- |
|                                 | Coureur                         | Pays                            | Équipe                          | Point(s)                        |
| 1er                             | Julian Alaphilippe              | France                          | Quick-Step Floors               | 122 points                      |
| 2e                              | Warren Barguil                  | France                          | Fortuneo-Samsic                 | 73 pts                          |
| 3e                              | Geraint Thomas                  | Royaume-Uni                     | Sky                             | 30 pts                          |
| 4e                              | Bauke Mollema                   | Pays-Bas                        | Trek-Segafredo                  | 29 pts                          |
| 5e                              | Rafał Majka                     | Pologne                         | Bora-Hansgrohe                  | 28 pts                          |
| 6e                              | David Gaudu                     | France                          | Groupama-FDJ                    | 25 pts                          |
| 7e                              | Pierre Rolland                  | France                          | EF Education First-Drapac       | 23 pts                          |
| 8e                              | Tom Dumoulin                    | Pays-Bas                        | Sunweb                          | 23 pts                          |
| 9e                              | Rudy Molard                     | France                          | Groupama-FDJ                    | 22 pts                          |
| 10e                             | Steven Kruijswijk               | Pays-Bas                        | Lotto NL-Jumbo                  | 20 pts                          |
| modifier                        |                                 |                                 |                                 |                                 |

### Classement par équipes
| Classement par équipes | Classement par équipes | Classement par équipes | Classement par équipes |
|                        | Équipe                 | Pays                   | Temps                  |
| ---------------------- | ---------------------- | ---------------------- | ---------------------- |
| 1re                    | Bahrain-Merida         | Bahreïn                | en 204 h 39 min 3 s    |
| 2e                     | Movistar               | Espagne                | + 1 min 8 s            |
| 3e                     | Astana                 | Kazakhstan             | + 56 min 2 s           |
| 4e                     | Sky                    | Royaume-Uni            | + 57 min 33 s          |
| 5e                     | Lotto NL-Jumbo         | Pays-Bas               | + 58 min 56 s          |
| 6e                     | BMC Racing             | États-Unis             | + 1 h 24 min 46 s      |
| 7e                     | Sunweb                 | Allemagne              | + 1 h 33 min 1 s       |
| 8e                     | AG2R La Mondiale       | France                 | + 1 h 37 min 5 s       |
| 9e                     | Mitchelton-Scott       | Australie              | + 1 h 41 min 20 s      |
| 10e                    | Quick-Step Floors      | Belgique               | + 1 h 51 min 57 s      |
| modifier               |                        |                        |                        |

## Abandons
- 66 -  Damien Howson (Mitchelton-Scott) : non partant[4]
- 102 -  Tim Declercq (Quick-Step Floors) : abandon[4]
- 134 -  Serge Pauwels (Dimension Data) : non partant[4]